# Dam tot Damloop 2012
De Dam tot Damloop 2012 werd gehouden op zondag 23 september 2012. Het was de 28e editie van deze loop. De hoofdafstand was 10 Engelse mijl (16,1 km). Er werd gestart vanaf de Prins Hendrikkade in het centrum van Amsterdam en via de IJ-tunnel gelopen naar centrum van Zaandam.
Bij de mannen was de Keniaan Leonard Komon het sterkst; hij finishte in 44.48. Hij versloeg hiermee zijn landgenoot Daniel Chebii, die in 45.02 over de finish kwam. Bij de vrouwen snelde de Keniaanse Sylvia Kibet in 51.42 naar de overwinning. Haar voor Nederland uitkomende zuster Hilda Kibet, winnares in 2010, werd ditmaal vierde met een tijd van 52.45.
Naast de 10 Engelse mijl stonden ook de Run2Day Ladies Damloop (6,4 km) en Mini Dam tot Damlopen op het programma.

## Wedstrijd
Mannen
| rang   | naam                   | land | tijd  |
| ------ | ---------------------- | ---- | ----- |
| Goud   | Leonard Komon          | KEN  | 44.48 |
| Zilver | Daniel Chebii          | KEN  | 45.02 |
| Brons  | Abera Kuma             | ETH  | 45.28 |
| 4      | Hillary Kipchumba      | KEN  | 45.37 |
| 5      | Timothy Kiptoo         | KEN  | 46.10 |
| 6      | Nhuse Amlosom          | ERI  | 46.13 |
| 7      | Kadengoi Loitareng     | KEN  | 46.15 |
| 8      | Hais Welday            | ERI  | 46.19 |
| 9      | Matthew Koech          | KEN  | 46.31 |
| 10     | Bonsa Diba             | ETH  | 47.00 |
| 11     | Abdelhadi El Hachimi   | BEL  | 47.02 |
| 12     | Jesper van der Wielen  | NED  | 47.03 |
| 13     | Tasame Dame            | ETH  | 47.05 |
| 14     | Khalid Choukoud        | NED  | 47.09 |
| 15     | Bashir Abdi            | BEL  | 47.46 |
| 16     | Tom Wiggers            | NED  | 48.00 |
| 17     | Emmanuel Bett          | KEN  | 48.19 |
| 18     | Daniel Chávez          | BRA  | 48.28 |
| 19     | Abdi Nageeye           | NED  | 48.54 |
| 20     | Willem Van Schuerbeeck | BEL  | 48.56 |

Vrouwen
| rang   | naam                | land | tijd  |
| ------ | ------------------- | ---- | ----- |
| Goud   | Sylvia Kibet        | KEN  | 51.42 |
| Zilver | Bezunesh Bekele     | ETH  | 51.45 |
| Brons  | Esther Chemtai      | KEN  | 51.54 |
| 4      | Hilda Kibet         | NED  | 52.45 |
| 5      | Josephine Chepkoech | KEN  | 53.17 |
| 6      | Adero Nyakisi       | UGA  | 54.53 |
| 7      | Tabitha Wambui      | KEN  | 55.42 |
| 8      | Veerle Dejaeghere   | BEL  | 55.51 |
| 9      | Andrea Deelstra     | NED  | 56.20 |
| 10     | Jill Holterman      | NED  | 56.27 |
| 11     | Ilse Pol            | NED  | 56.29 |
| 12     | Mariska Kramer      | NED  | 56.48 |
| 13     | Helen Hofstede      | NED  | 57.25 |
| 14     | Marije te Raa       | NED  | 58.21 |
| 15     | Kim Dillen          | NED  | 58.23 |

1985 ·
1986 ·
1987 ·
1988 ·
1989 ·
1990 ·
1991 ·
1992 ·
1993 ·
1994 ·
1995 ·
1996 ·
1997 ·
1998 ·
1999 ·
2000 ·
2001 ·
2002 ·
2003 ·
2004 ·
2005 ·
2006 ·
2007 ·
2008 ·
2009 ·
2010 ·
2011 ·
2012 ·
2013 ·
2014 ·
2015 ·
2016 ·
2017 ·
2018 ·
2019